# 古手川伸子
古手川 伸子（こてがわ のぶこ、1962年3月22日 - ）は、日本の元女優。大分県出身。姉は女優の古手川祐子。姉の元夫は俳優の田中健。姪は女優の綾那。

## 来歴・人物
文化女子大学短期大学部を卒業後、音響メーカーで2年間OL生活をする。1984年、22歳は自分にとって一つの転機と考えて同年3月に退社し、姉の身の回りの手伝いをしながらオーディションを受け、フジテレビで同年6月からの生放送「オリンピックを100倍楽しむ法」で海外リポーターとしてデビューする。なお、両親は伸子の芸能界入りに賛成だったが、姉の祐子だけは最後まで反対していたという。その後「クイズ地球どんぶり」などのリポーターを務めたあと、1986年に日本テレビ「妻たちの課外授業II」で女優として初のレギュラー出演となる。
舞台「真砂屋お峰」「京都物語」などに出演している。
1995年に芸能界を引退。

## 出演

### テレビドラマ
- 金曜女のドラマスペシャル / お・ふ・く・ろ（1985年、KTV）
- 土曜ワイド劇場 西村京太郎トラベルミステリー特急北アルプス殺人事件（1986年、ANB） - 橘直子 役
- 土曜ワイド劇場 西村京太郎トラベルミステリー寝台急行「銀河」殺人事件（1986年、ANB） -橘直子 役
- 長七郎江戸日記 第93話「居残り宅兵衛」（1986年、NTV）
- 妻たちの課外授業II（1986年-1987年、NTV）
- 妻そして女シリーズ(17) / 京女の暦（1987年、MBS）
- 水曜ドラマスペシャル / 奥さまの代理勤めます（1987年、TBS）
- 水戸黄門 第17部 第23話「黄門様の占い縁結び・姫路」（1988年、TBS）
- 1・2・3と4・5・ロク（1988年 - 1989年、KTV）
- 誘われて二人旅（1989年、ANB）
- 暴れん坊将軍III 第53話「菊乱れる非情の剣」（1990年、ANB）-菊　役
- ああ母さん（1992年、TBS）
- 付き馬屋おえん事件帳 第2シリーズ 第7話「おいらん地獄」（1993年、TX） - おみよ役
- 金曜エンタテイメント / 女教師・沢木圭子(1)（1993年、CX）
- 月曜ドラマスペシャル（TBS）
  - 十津川警部シリーズ / 上野駅殺人事件（1993年）[5]
  - 十津川警部シリーズ6 / 萩・津和野に消えた女（1994年）

### バラエティ
- 新・アフタヌーンショー（1987年、ANB）
- 森田一義アワー 笑っていいとも!（1989年8月16日、フジテレビ）テレフォンショッキング歌手のCHAGEからの紹介。

### CM
- 電電公社 正月長距離通話割引（1984年）